# يان لويد (مغني)
يان لويد (بالإنجليزية: Ian Lloyd)‏ هو مغني أمريكي، ولد في 1947.